# Monestir de Mar Elian
El monestir de Mar Elian (àrab: دير مار إليان, dayr Mār Ilyān) és un monestir cristià de ritu siríac situat a un oasi de la ciutat d'Al-Qaryatayn, a la governació d'Homs, a Síria. Construït al segle v, alberga la tomba de sant Julià d'Emesa, que li dona nom, i era lloc de pelegrinatge. Va ser abandonat al segle xviii, però continuà sent un lloc d'oració i devoció pels cristians i pels musulmans que anaven a buscar la intercessió del sant.
El 2000 el monestir va ser donat a la comunitat del monestir de Mar Musa, refundada a finals del segle xx pel jesuïta italià Paolo Dall'Oglio. El 2013 el monestir fou agermanat amb la catedral de Le Mans i l'església Notre-Dame de la Couture de França.
El monestir va acollir i protegir milers de refugiats sirians de març de 2011 a agost de 2015, durant la guerra civil siriana. Dall'Oglio fou segrestat per Estat Islàmic el 29 de juliol de 2013. El 21 d'agost de 2015, el monestir va ser finalment destruït amb buldòzers, pel grup armat islamista. El 2022 va ser restaurat, amb gran esforç: la comunitat, liderada pel pare Jacques Mourad, va reconstruir el monestir, incloses la cripta i l'església, i va retornar-hi les relíquies de sant Julià.